# Thersamonia asabinus
Thersamonia asabinus är en fjärilsart som beskrevs av Herrich-Schäffer 1851. Thersamonia asabinus ingår i släktet Thersamonia och familjen juvelvingar. Inga underarter finns listade i Catalogue of Life.